# Vlasta Hilská
Vlasta Hilská, rodným jménem Vlasta Novotná, známá též pod jmény Vlasta Průšková-Novotná a Vlasta Hilská-Průšková (22. června 1909 Praha – 26. května 1968 Praha ), byla profesorka japonské filologie a dějin, propagátorka japonské kultury, psala literaturu o Japonsku, překládala z japonštiny zejména romány, dále pak z angličtiny a ruštiny. Pomáhala Bohumilu Mathesiovi přeložit doslova japonské verše jako podstročniky pro jeho přebásnění (Verše psané na vodu, Zpěvy Dálného východu). Původně vystudovala anglistiku.
Prvním manželem byl sinolog Jaroslav Průšek, se kterým studovala orientalistiku ve Švédsku. Před druhou světovou válkou se rozhodla pro samostatnou cestu do Japonska, kde vytvořila učebnici japonštiny a sepsala knihu s názvem Japonské divadlo. Druhým manželem se stal architekt Václav Hilský, se kterým měla syna Martina Hilského (* 1943) a dceru Kristinu Hilskou (* 1948).

## Původní práce
- Dějiny a kultura japonského lidu (1953)
- Vlasta Průšková: Lidé a věci v Japonsku. Nakladatelství "Orbis" Praha, září 1941

## Překlady
- Sunao Tokunaga: Čtvrt bez slunce (1950)
- Takidži Kobajaši: Loď na kraby (1947)
- Herbert George Wells: Není nad opatrnost (1947)
- Rjúnosuke Akutagawa: Obraz pekla a jiné povídky (1960)
- Sóseki Nacume: Polštář z trávy (1958)
- Džun’ičiró Tanizaki: Ti, kteří raději kopřivy (1965)